# Paul Woods (strzelec)
Paul E. Woods – amerykański strzelec, medalista mistrzostw świata.
W 1926 roku był szeregowym w Marines, zaś dwa lata później służył jako sierżant zbrojmistrz.
Woods jest trzykrotnym medalistą mistrzostw świata, zdobywając wszystkie podia w zawodach drużynowych. Najwyższą pozycję osiągnął na turnieju w 1929 roku, gdy został wicemistrzem w karabinie dowolnym w trzech postawach z 300 m (skład zespołu: John Blakley, Harry Renshaw, Joe Sharp, Russell Seitzinger, Paul Woods). Podczas mistrzostw świata w 1929 roku był indywidualnie na 9. miejscu w karabinie dowolnym w trzech postawach z 300 m, 10. w postawie klęczącej i 6. w postawie stojącej.

## Medale mistrzostw świata
Opracowano na podstawie materiałów źródłowych:
| Mistrzostwa     | Konkurencja                                     | Wynik                                          | Miejsce |
| --------------- | ----------------------------------------------- | ---------------------------------------------- | ------- |
| Loosduinen 1928 | Karabin dowolny, trzy postawy, 300 m, drużynowo | 5339 pkt. (druż.) 1062 pkt. ind. (374–364–324) |         |
| Sztokholm 1929  | Karabin dowolny, trzy postawy, 300 m, drużynowo | 5397 pkt. (druż.) 1072 pkt. ind. (367–363–342) |         |
| Sztokholm 1929  | Karabin małokalibrowy leżąc, 50 m, drużynowo    | 1857 pkt. (druż.)                              |         |